# Чанг, Дэвид
Дэвид Чанг (кор. Chang Seok-ho 장석호; родился 5 августа 1977 г.) — американский ресторатор, писатель и телеведущий. В 2004 году он основал ресторанную группу Momofuku, в которую входят Momofuku Noodle Bar, Momofuku Ssäm Bar, Milk Bar, Momofuku Kāwi, Momofuku Peach Mart, Momofuku Bar Wayō, Momofuku 207 и Momofuku Ko в Нью-Йорке, а также Momofuku Seiōbo в Сиднее, Momofuku Noodle Bar и Kojin в Торонто и Momofuku Majordōmo в Лос-Анджелесе. В 2009 году его ресторан Momofuku Ko был удостоен двух звезд Мишлен. С 2011 по 2017 год был издателем журнала про еду Lucky Peach. В 2018 году Дэвид Чанг выступил в роли ведущего собственного шоу Ugly Delicious, которое он спродюсировал специально для Netflix. В 2019 году на Netflix вышло ещё одно его шоу «Breakfast, Lunch and Dinner».

## Детство и образование
Дэвид Чанг родился в Вашингтоне, его детство прошло в Арлингтоне с двумя старшими братьями и сестрой. Родители Чанга эмигрировали из Кореи в 1960-х годах: мать из Южной Кореи, а отец из Северной. Дэвид учился в Джорджтаунском подготовительном колледже, а затем в Тринити-колледже, где его специализацией было религиоведение. После выпуска из колледжа Чанг не сразу пришел к ресторанному бизнесу: он преподавал английский в Японии, а после возвращения в США работал с финансами в Нью-Йорке.

## Кулинарное образование и карьера

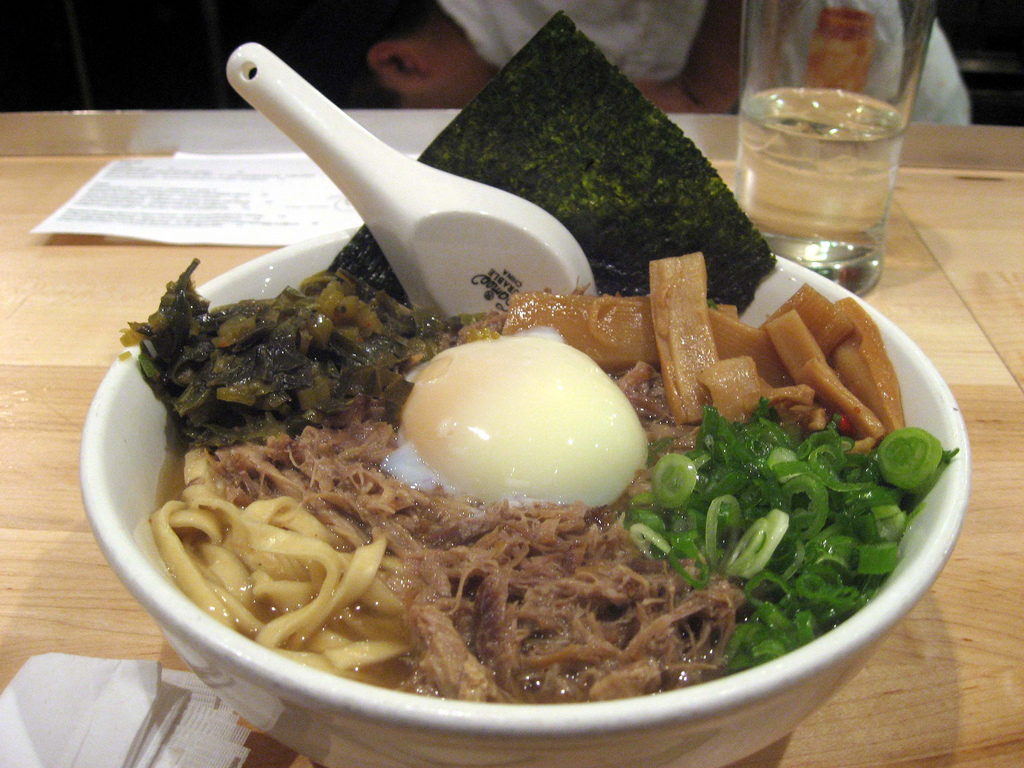
Свиной рамен из Momofuku Noodle Bar

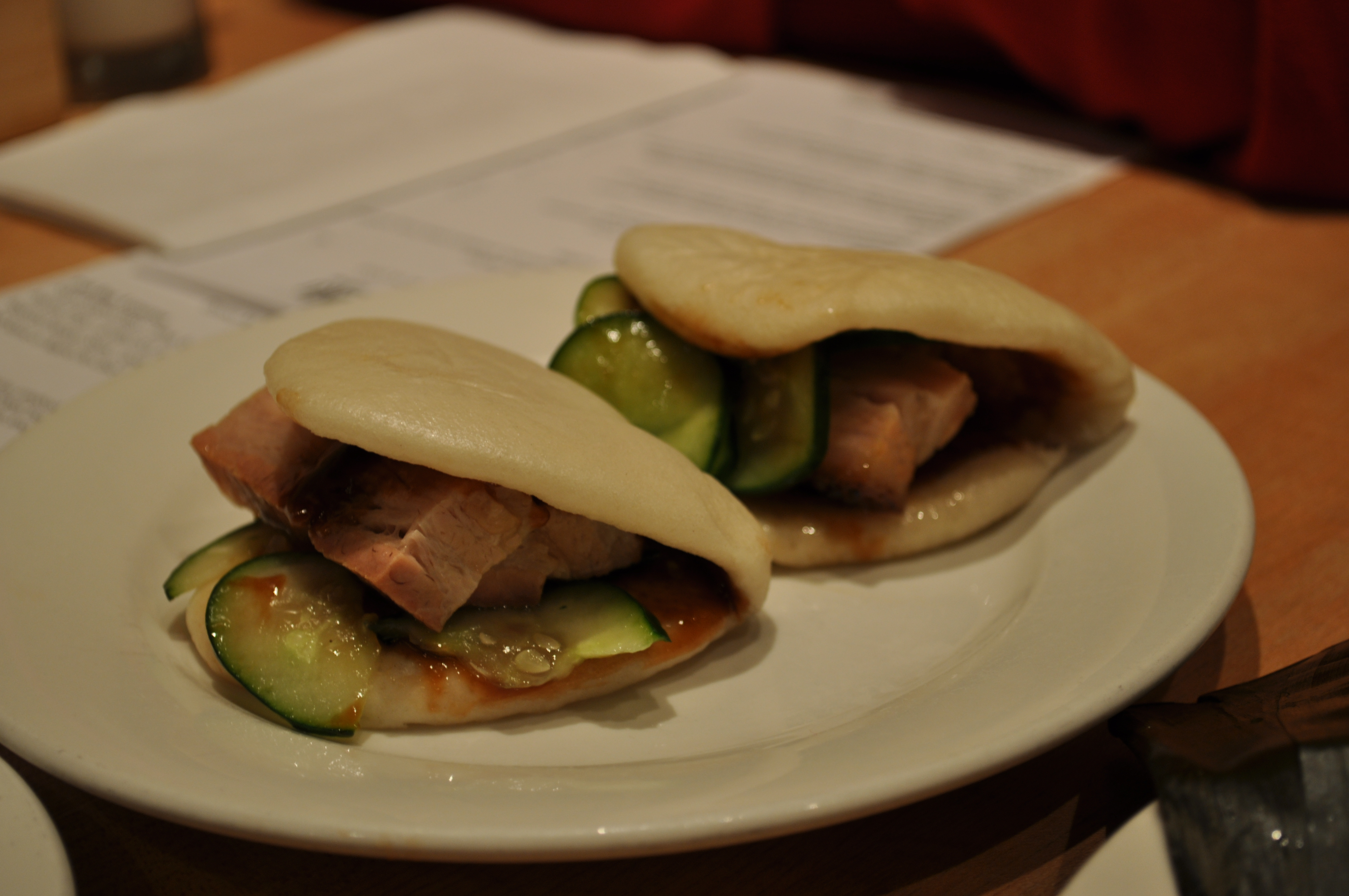
Свиные паровые булочки — фирменное блюдо ресторанной сети

В 2000 году Дэвид Чанг начал обучение в Международном кулинарном центре в Нью-Йорке. Во время учебы он подрабатывал в ресторанах, а через два года переехал в Токио, где самостоятельно изучал японскую кухню и работал в магазине лапши.
В 2004 Чанг открыл свой первый ресторан — лапшичную под названием Momofuku. На сайте ресторанной группы Чанга написано, что Momofuku обозначает «счастливый персик», но ресторан также носит имя Андо Момофуку —  изобретателя лапши быстрого приготовления.
В 2008 году у Дэвида Чанга было уже четыре ресторана, в том числе Momofuku Ko, который в 2009 году удостоился двух звезд Мишлен. В октябре 2009 года Дэвид Чанг совместно с Питером Миэном — бывшим кулинарным автором New York Times — опубликовали книгу Momofuku, в которой собрали подробные рецепты из ресторанов Чанга.
В октябре 2011 года Дэвид Чанг открыл первый ресторан за пределами США — Momofuku Seiōbo в Сиднее. Следующий ресторан Momofuku Toronto он открыл в 2012 году в Торонто.
В марте 2020 года в связи с пандемией COVID-19 ресторанная группа Momofuku приняла решение временно закрыть свои рестораны. Позже в этом же году они решили объединить несколько ресторанов и навсегда закрыть Momofuku Nishi на Манхэттене и Momofuku CCDC в Вашингтоне. В 2020 году ресторанная группа Momofuku насчитывает 15 ресторанов в США и Канаде, большее число которых сосредоточено в Нью-Йорке, США.

## Карьера в медиа
В 2010 году Дэвид Чанг принял участие в пятом эпизоде первого сезона шоу Treme от HBO. Осенью 2012 года вышел первый сезон телевизионного шоу «Разум шеф-повара» от PBS, его ведущим был Дэвид Чанг. Исполнительным продюсером шоу выступил Энтони Бурден.
В 2018 году Дэвид Чанг спродюсировал и снялся в оригинальном сериале от Netflix Ugly Delicious. Чанг также появился в двух эпизодах The Chef Show, продюсированных его друзьями Роем Чоем и Джоном Фавро. В 2019 году он спродюсировал ещё одно оригинальное шоу для Netflix —Breakfast, Lunch and Dinner. В этом шоу Дэвид с приглашенными звездами, например, с Сетом Рогеном и Кейт Маккиннон, ездят по разным странам и исследуют культуру и гастрономию.

### Журналистская деятельность
Летом 2011 года Дэвид Чанг выпустил первый номер своего журнала о гастрономии Lucky Peach. Журнал был создан совместно с журналистом Питером Миэном и изданием McSweeney's, он выходил один раз в квартал. Темой первого номера был рамен,  а среди авторов были такие известные шефы, как Энтони Бурден, Уайли Дюфрен, а также ресторанные критики Рут Райхл и Гарольд Мак Ги. Тема второго номера — «сладкое место». Именно этот номер занял третье место в списке в списке бестселлеров New York Time. Авторы второго выпуска — Энтони Бурден, Гарольд Мак Ги, Кристина Този, Дэниэл Паттерсон и Рассел Чатем. Третий номер также вошел в список бестселлеров New York Time и был посвящен шефам и поварам. Каждый следующий номер также определялся определенной темой. Всего вышло 24 номера журнала, он прекратил свое существование в 2017 году из-за разногласий между издателем и редактором.

### Участие в «Кто хочет стать миллионером?»
В ноябре 2020 года Дэвид Чанг принял участие в шоу «Кто хочет стать миллионером?». Он стал первой знаменитостью, победившей в американской версии викторины. Свой выигрыш в один миллион долларов он пожертвовал на благотворительность — фонду Southern Smoke. Деньги пойдут на помощь работникам ресторанов, пострадавших от пандемии COVID-19.
В последнем вопросе Чанг должен был назвать первого президента, у которого было электричество в Белом доме. На этом вопросе он воспользовался возможностью позвонить другу, который смог дать правильный ответ, — первым президентом с электричеством в Белом доме был Бенджамин Гаррисон.